# .es
Pour les articles homonymes, voir ES.
.es est le domaine de premier niveau national (country code top level domain : ccTLD) réservé à l'Espagne.
es fait référence aux deux premières lettres de España, conformément à la norme ISO 3166.

## Domaines de second niveau
- .com.es — ouvert à tous (pour les entreprises)
- .nom.es — ouvert à tous (pour les noms de famille)
- .org.es — ouvert à tous (pour les organisations non commerciales)
- .gob.es — pour l'administration espagnole
- .edu.es — pour l'éducation

### Lien vers nic.es
- NIC.ES